# Міжнародна федерація тенісу
Міжнаро́дна федера́ція те́нісу (англ. International Tennis Federation, ITF) — керівна структура світового тенісу. Сьогодні об'єднує 205 національних організацій. Уповноважена виробляти й змінювати правила гри, представляє теніс в МОК, проводить ряд змагань, а також займається розвитком і популяризацією тенісу у світі.

## Історія
Необхідність створення міжнародної організації для сприятливого співробітництва національних федерацій тенісу й стандартизації правил гри назріла на початку двадцятого століття, у період швидкого росту популярності гри й збільшення числа міжнародних змагань.
1 березня 1913 року представники 12 національних тенісних організацій, зібравшись на установчі збори в Парижі, ухвалили заснувати Міжнародну Федерацію лаун-тенісу (англ. International Lawn Tennis Federation). Країнами-засновниками були:
- Австралія (об'єднана федерація Австралії й Нової Зеландії)
- Австрія
- Бельгія
- Німеччина
- Велика Британія
- Данія
- Іспанія (представник не брав участь, але федерація надіслала лист створення, що схвалює, ILTF)
- Нідерланди
- Росія
- Франція
- Швеція
- Швейцарія
- Південна Африка

Через півтора року ILTF була змушена призупинити роботу через початок Першої світової війни.
Діяльність була відновлена в 1919 році. В 1922 році засновано Раду з Правил, у завдання якої входила розробка уніфікованих правил гри, і боротьба за міжнародне визнання ILTF організацією відповідальної за правила тенісу.
Ряд важливих подій відбувається в 1923 році:
- 16 березня Генеральна Конференція організації приймає перший звіт правил тенісу
- Американська тенісна асоціація USTA вступила у федерацію як асоційований член
- Засновуються Офіційні чемпіонати Австралії, Великої Британії, Франції й США — праобрази турнірів Grand Slam

У 1924 МОК офіційно визнала ILTF керівною організацією світового тенісу.
З моменту створення федерація виступає як інститут аматорського спорту, але вже до 30-их років XX століття питання участі професійних спортсменів у змаганнях і критерії поділу на професіоналів й аматорів став досить актуальним і в 1934 році організація вперше офіційно обговорює цю проблему та встановлює «правило восьми тижнів», що дозволяє аматорам одержувати компенсацію витрат за участь у турнірах, але не більш ніж за вісім тижнів у році.
До 1939 року перед початком другої Світової війни ILTF нараховувала 59 членів. Під час війни діяльність організації знову була припинена, а штаб-квартира перенесена у Лондон, де вона перебуває донині. Перша післявоєнна конференція відбулася 5 липня 1946 року.
У 1948 році вперше приймаються стандарти на тенісні м'ячі.
З початку 50-х років відбувається стрімка професіоналізація світового тенісу, в 1951 «вісім тижнів» були розширені до 210 днів у році.
У 1963 році до 50-річчя організації було засновано Кубок Федерації — жіночий командний чемпіонат, подібний до кубку Девіса.
Історичне для тенісу рішення приймається 30 березня 1968 року на надзвичайній сесії в Парижі — професійним гравцям дозволен доступ на всі турніри ILTF, у тенісі починається відкрита ера. ILTF організує серію турнірів Гран-прі, уперше в змаганнях цієї організації тенісистам надана можливість одержувати гроші за свої виступи.
«Правила поведінки» (англ. Code of Conduct), що регулюють норми спортивної поведінки під час змагань затверджені в 1975 році.
У 1977 році з назви федерації зникає слово «Lawn» і буква L з абревіатури — своєрідне визнання факту, що більшість тенісних турнірів більше не проводиться на траві.
Кубок Девіса — головне командне змагання в чоловічому тенісі переходить під егіду ITF в 1979 на прохання організаційного комітету.
На Літні Олімпійські ігри 1988, у рік 75-річчя ITF, теніс, після 64-літньої перерви повертається як олімпійський вид спорту.

## Структура й керівні органи
ITF об'єднує 205 національних тенісних організацій, 145 мають статус повноправних членів й 60 асоційованих. Крім того, на правах асоційованих членів в ITF входить 6 регіональних об'єднань.
Федерація діє на підставі Конституції ITF.
Вищими повноваженнями володіють щорічні Генеральні Збори. Генеральні збори затверджують бюджет, розглядають заявки претендентів на членство у федерації, і обирають Президента й Раду Директорів ITF. Строк повноважень президента — 4, директорів — 2 роки, у раду входять 12 директорів. Тільки повноправні члени мають право голосу на Генеральних Зборах.
У цей час Президентом ITF є Франческо Річі Бітті (англ. Francesco Ricci Bitti).

## Турніри ITF
Міжнародна федерація тенісу щорічно організує ряд турнірів, а так само бере безпосередню участь в організації й проведенні змагань з тенісу на олімпійських іграх і турнірах Grand Slam. При проведенні змагань федерація тісно співпрацює з організаціями професійних спортсменів ATP й WTA.
Змагання, що проводяться під егідою або за участю ITF:
- Турніри Великого шлему — 4 найпрестижніші турніри в тенісі. Проводяться ITF, але мають найбільшу вагу в рейтингу ATP
- Фінал Світового Туру ATP (разом з ATP) — заключний турнір чоловічого професійного сезону, у якому беруть участь 8 тенісистів й 8 пар згідно з найкращими результатами «Гонки ATP»
- Кубок Девіса — найбільші міжнародні командні змагання в чоловічому тенісі серед національних збірних
- Кубок Федерації — командні змагання жіночих збірних, аналог Кубка Девіса
- Кубок Гопмана — змагання національних збірних для змішаних пар
- ITF співвласник і організатор Відкритого чемпіонату Японії, що входить в АТР-тур і Міжнародний Чемпіонат Іспанії, що є етапом WTA-туру
- Федерація також проводить такі щорічні серії турнірів:
  - Чоловічий тур ITF (англ. ITF Men's Circuit)
  - Жіночий тур ITF (англ. ITF Women's Circuit)
  - Юніорський тур ITF (англ. ITF Junior Circuit)
  - Тур з гри в теніс на кріслах колісних (англ. Wheelchair Tennis Tour)
  - Турніри ветеранів (англ. ITF Seniors Events)

Чоловічий та жіночий тури ITF складаються з турнірів Satellite tournament й Futures Tournaments служать початковими етапами у світі професійного тенісу. Їхні результати враховуються в рейтингах ATP й WTA.

## Чемпіонат Світу за версією ITF
Починаючи з 1978 року (для пар з 1996) федерація визначає Чемпіонів світу за версією ITF. У цей час для дорослих спортсменів ураховуються результати виступів у Турнірах Великого Шолому, Кубку Мастерс і турнірах ATP й WTA, що проводяться разом з ITF.

### Чемпіони світу за версією ITF

#### Індивідуальний розряд
| Рік  | Дорослі         | Дорослі               | Юніори               | Юніори                 |
| ---- | --------------- | --------------------- | -------------------- | ---------------------- |
|      | Чоловіки        | Жінки                 | Юнаки                | Дівчата                |
| 1978 | Бйорн Борг      | Кріс Еверт            | Іван Лендл           | Гана Мандлікова        |
| 1979 | Бйорн Борг      | Мартіна Навратілова   | Рауль Вів'єр         | Мері-Лу Піатек         |
| 1980 | Бйорн Борг      | Кріс Еверт            | Террі Тусланс        | Сюзан Маскарін         |
| 1981 | Джон Макінрой   | Кріс Еверт            | Пет Кеш              | Зіна Гаррісон          |
| 1982 | Джиммі Коннорс  | Мартіна Навратілова   | Гі Форже             | Гретхен Раш            |
| 1983 | Джон Макінрой   | Мартіна Навратілова   | Стефан Едберг        | Паскаль Парадіс        |
| 1984 | Джон Макінрой   | Мартіна Навратілова   | Марко Крацман        | Габріела Сабатіні      |
| 1985 | Іван Лендл      | Мартіна Навратілова   | Клаудіо Пістолецці   | Лаура Гарроне          |
| 1986 | Іван Лендл      | Мартіна Навратілова   | Хав'єр Санчес        | Патрісія Тарабіні      |
| 1987 | Іван Лендл      | Штеффі Граф           | Язон Солтендерг      | Наташа Звєрєва         |
| 1988 | Матс Віландер   | Штеффі Граф           | Ніколас Перейра      | Христина Тессі         |
| 1989 | Борис Бекер     | Штеффі Граф           | Ніклас Култі         | Флоренсія Лабат        |
| 1990 | Іван Лендл      | Штеффі Граф           | Андреа Гауденці      | Каріна Хабсудова       |
| 1991 | Стефан Едберг   | Моніка Селеш          | Томас Енквіст        | Зденка Малкова         |
| 1992 | Джим Кур'є      | Моніка Селеш          | Бріан Даній          | Розана Де Лос Ріос     |
| 1993 | Піт Сампрас     | Штеффі Граф           | Марсело Ріос         | Ніно Лаурсабішвілі     |
| 1994 | Піт Сампрас     | Аранча Санчес Вікаріо | Федеріко Браун       | Мартіна Хінгіс         |
| 1995 | Піт Сампрас     | Штеффі Граф           | Маріано Забалету     | Анна Курнікова         |
| 1996 | Піт Сампрас     | Штеффі Граф           | Себастьян Грожан     | Амелі Моресмо          |
| 1997 | Піт Сампрас     | Мартіна Хінгіс        | Арно Діпаскуале      | Кара Блек              |
| 1998 | Піт Сампрас     | Ліндсі Девенпорт      | Роджер Федерер       | Єлена Докич            |
| 1999 | Андре Агассі    | Мартіна Хінгіс        | Крістіан Плесс       | Ліна Красноруцька      |
| 2000 | Густаво Куертен | Мартіна Хінгіс        | Енді Роддік          | Марія-Емілія Салерні   |
| 2001 | Ллейтон Г'юїтт  | Дженніфер Капріаті    | Жиль Мюллер          | Світлана Кузнецова     |
| 2002 | Ллейтон Х'юїт   | Серена Вільямс        | Рішар Гаске          | Барбора Стрицова       |
| 2003 | Енді Роддік     | Жюстін Енен-Арденн    | Маркос Багдатіс      | Кірстен Фліпкенс       |
| 2004 | Роджер Федерер  | Анастасія Мискіна     | Гаель Монфіс         | Міхаелла Крайчек       |
| 2005 | Роджер Федерер  | Кім Кляйстерс         | Доналд Янг           | Вікторія Азаренко      |
| 2006 | Роджер Федерер  | Жустін Енен-Арденн    | Тіємо де Баккер      | Анастасія Павлюченкова |
| 2007 | Роджер Федерер  | Жустін Енен-Арденн    | Рікардас Беранкіс    | Уршуля Радванська      |
| 2008 | Рафаель Надаль  | Єлена Янкович         | Ян Цунхуа            | Ноппаван Летчівакарн   |
| 2009 | Роджер Федерер  | Серена Вільямс        | Даніель Берта        | Крістіна Младенович    |
| 2010 | Рафаель Надаль  | Каролін Возняцкі      | Хуан Себастьян Гомес | Дарія Гаврилова        |
| 2011 | Новак Джокович  | Петра Квітова         | Їржі Веселий         | Ірина Хромачова        |

#### Парний розряд
| Рік  | Чоловіки                     | Жінки                                |
| ---- | ---------------------------- | ------------------------------------ |
| 1996 | Тодд Вудбрідж Марк Вудфорд   | Ліндсі Девенпорт Мері Джо Фернандес  |
| 1997 | Тодд Вудбрідж Марко Вудфорд  | Ліндсей Девенпорт Яна Новотна        |
| 1998 | Якко Елтінг Пауль Хаархіус   | Лінзі Девенпорт Наташа Звєрєва       |
| 1999 | Магеш Бгупаті Леандер Паес   | Мартіна Хінгіс Анна Курнікова        |
| 2000 | Тодд Вудбрідж Марк Вудфорд   | Жулі Алар-Декюжі Суґіяма Ай          |
| 2001 | Йонас Бйоркман Тодд Вудбрідж | Ліза Реймонд Ренне Стаббс            |
| 2002 | Деніел Нестор Марк Ноулз     | Вірхінія Руано Паскуаль Паола Суарес |
| 2003 | Боб Браян Майк Браян         | Вірхінія Руано Паскуаль Паола Суарес |
| 2004 | Боб Браян Майк Браян         | Вірхінія Руано Паскуаль Паола Суарес |
| 2005 | Боб Браян Майк Браян         | Ліза Раймонд Саманта Стосур          |
| 2006 | Боб Браян Майк Браян         | Ліза Раймонд Саманта Стосур          |
| 2007 | Боб Браян Майк Браян         | Кара Блек Лізель Губер               |
| 2008 | Деніел Нестор Ненад Зімоньїч | Кара Блек Лізель Губер               |
| 2009 | Боб Браян Майк Браян         | Серена Вільямс Вінус Вільямс         |
| 2010 | Боб Браян Майк Браян         | Хісела Дулко Флавія Пеннетта         |
| 2011 | Боб Браян Майк Браян         | Квета Пешке Катарина Среботнік       |

## Україна і МФТ
- Національною федерацією — членом Міжнародної федерації тенісу є Федерація тенісу України.[2]

## Виноски
1. ↑  Офіційний текст конституції [Архівовано 23 серпня 2007 у Wayback Machine.] (англ.), (фр.)
2. ↑  National and Regional Tennis Member Associations (англ.). ITF. Процитовано 15 вересня 2022.